# Johann Kaspar Füssli

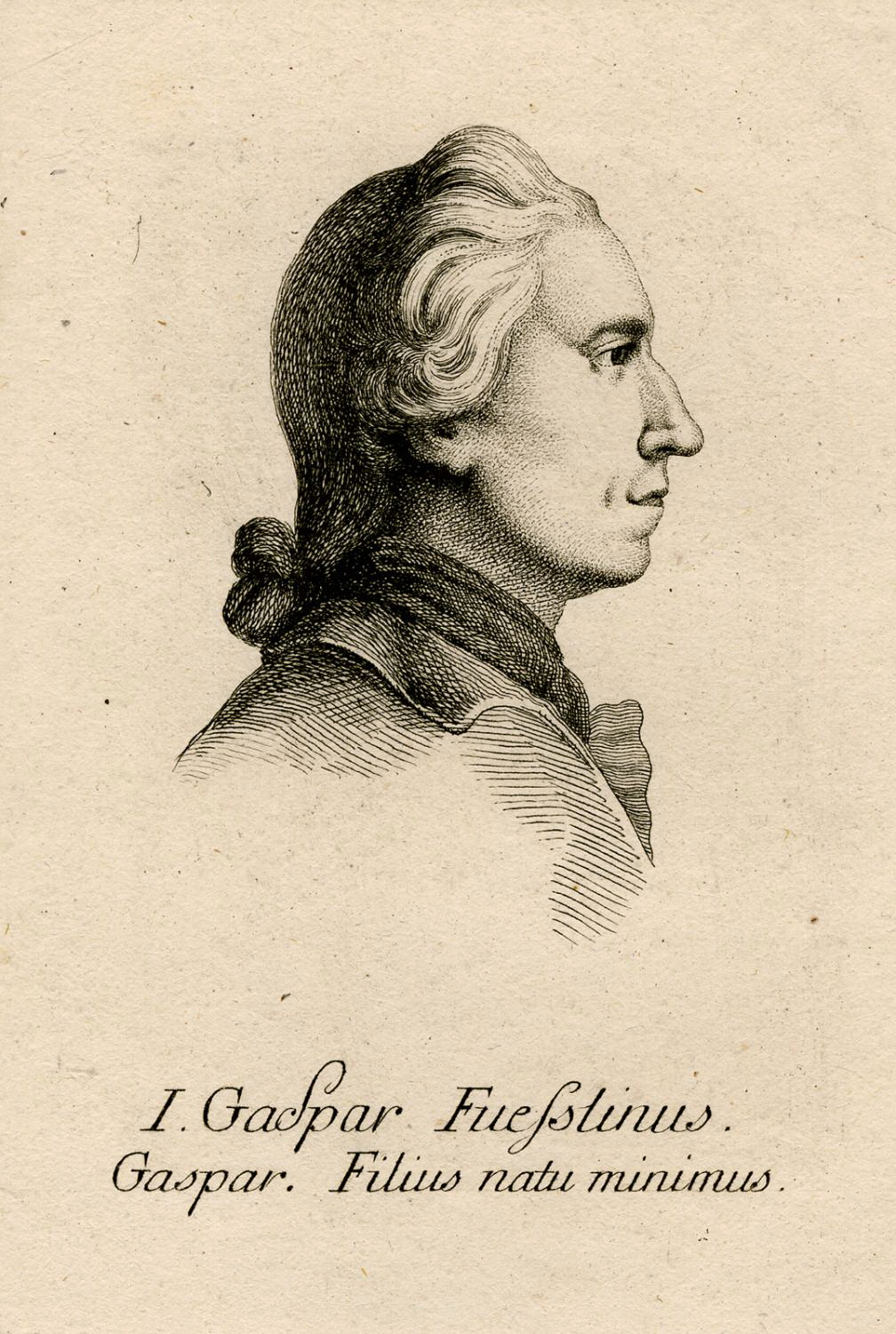
Johann Kaspar Füssli
(Gaspar. Filius natu minimus: «Caspars jüngster Sohn»)

Johann Kaspar Füssli, auch Johann Caspar Fuesslin, Johann Caspar Fuessly und Hans Caspar Füssli, (* 9. März 1743 in Zürich; † 4. Mai 1786 in Winterthur) war ein Schweizer Maler, Entomologe und Verleger. Seine zoologischen Autorenkürzel lauten: Füssli, Fuesslin, Fuessly.

## Biografie
Johann Kaspar war Sohn des Porträtmalers und Kunsthistorikers Johann Caspar Füssli und seiner Ehefrau Anna Elisabeth (geb. Waser). Er hatte zwei ältere Brüder, Johann Rudolf und Johann Heinrich («Henry Fuseli»), sowie zwei jüngere Schwestern, Elisabeth und Anna, die sich ebenfalls künstlerisch auszeichneten. Zahlreiche weitere Geschwister überlebten vermutlich das Kindesalter nicht (siehe Artikel über den Vater).
Nach einer Kunstausbildung, die er wohl bei seinem Vater absolvierte, wirkte Johann Kaspar zunächst als Zeichenlehrer am Waisenhaus der Stadt Zürich; später wandte er sich in Winterthur dem Buchhandel zu. 1770 heiratete er Verena Störi von Glarus, 1774 in zweiter Ehe Anna Elisabeth Kilchsperger.

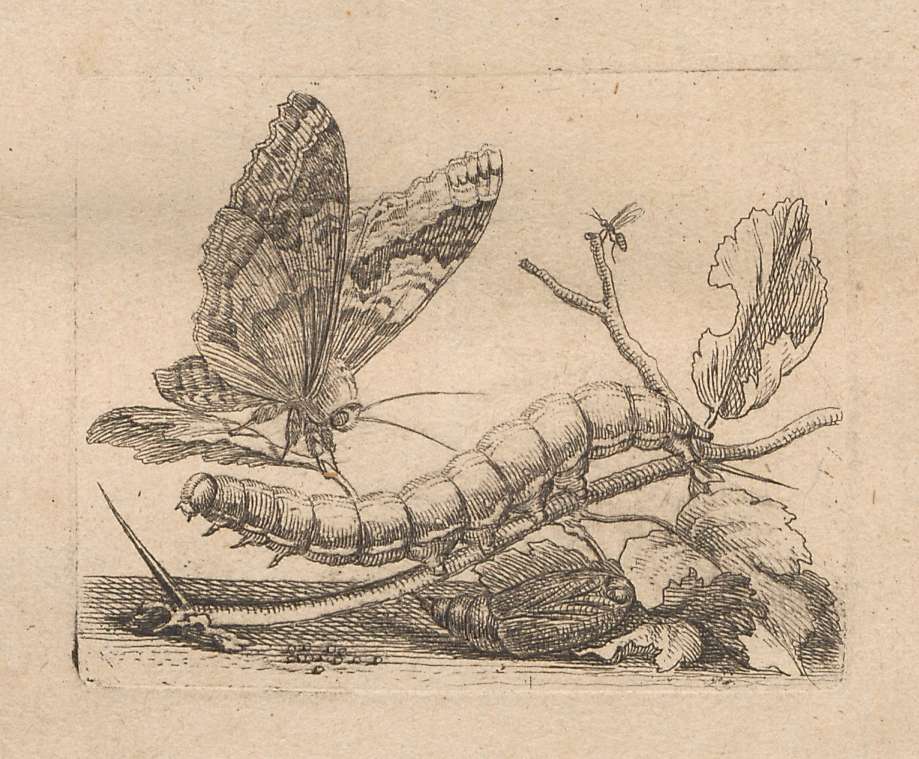
Titelvignette aus dem Verzeichnis: Raupe, Puppe und Schmetterling

Wie seine Schwestern Elisabeth und Anna malte er mit Vorliebe Pflanzen und Insekten. Den Insekten und Spinnen widmete er sich aber schliesslich vor allem als Naturforscher. 1775 veröffentlichte er das Verzeichnis der ihm bekannten Schweitzerischen Inseckten; etliche der darin aufgeführten Arten waren noch nie zuvor beschrieben worden (siehe unten, «Erstbeschreibungen»). In den folgenden Jahren gab er weitere, umfangreiche entomologische Werke heraus, mit eigenen Beiträgen und solchen anderer Autoren (siehe unten, «Schriften»). Die letzten Bände erschienen, kurz bevor er im Alter von 43 Jahren verstarb.
Gemäss Titelseiten seiner Werke war Füssli 1778 Mitglied der Naturforschenden Gesellschaft in Zürich und der Gesellschaft Naturforschender Freunde zu Berlin, 1782 zusätzlich auch der «Königlich Schwedischen patriotischen Gesellschaft zu Stockholm».

## Erstbeschreibungen (Auswahl)

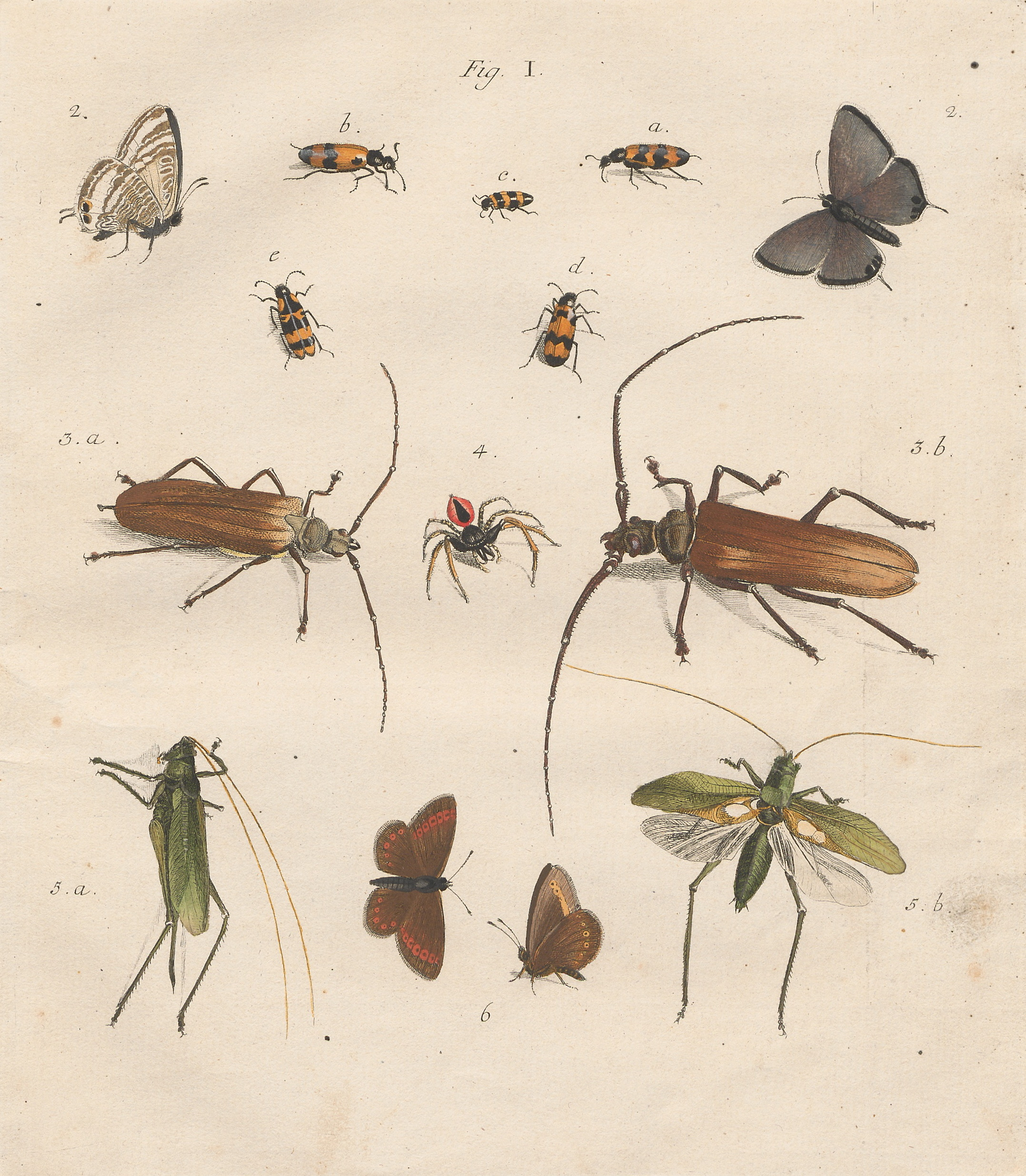
Die einzige Tafel in Füsslis Verzeichnis hatte Johann Rudolf Schellenberg geschaffen.
Nr. 5 (a, b) ist die Zwitscherschrecke, Nr. 6 der Kleine Mohrenfalter.
(3: Körnerbock; 4: Goldaugen-Springspinne.)

Die folgenden Arten beschrieb Füssli als erster.
Tagfalter:
- Zwerg-Bläuling (Cupido minimus)
- Kleiner Mohrenfalter (Erebia melampus)[7] – siehe Abbildung: Nr. 6

Nachtfalter:
- Hauhechelspanner (Aplasta ononaria)
- Gelber Bär (Arctia flavia)
- Grosser Kahnspinner (Bena bicolorana,[8] eine Kahneulchen-Art)
- Schwan (Sphrageidus similis)

Käfer:
- Kleiner Eichenbock (Cerambyx scopolii)
- Beherzter Halsbock (Stictoleptura cordigera)
- Cylindera arenaria[9] (Eine später beschriebene Unterart ist der Wiener Sandlaufkäfer.)
- Seidiger Pillenwälzer (Gymnopleurus geoffroyi)

Eine Fliege und eine Heuschrecke:
- Trupanea stellata
- Zwitscherschrecke (Tettigonia cantans) – siehe Abbildung: Nr. 5 (a, b)

Als einziges Nicht-Insekt eine Webspinne:
- Grosse Zitterspinne (Pholcus phalangioides)

Zu Ehren von Johann Kaspar Füssli benannte Pietro Pavesi 1873 eine Webspinnen-Art nach ihm: Eratigena fuesslini (Kleine Winkelspinne).

## Schriften

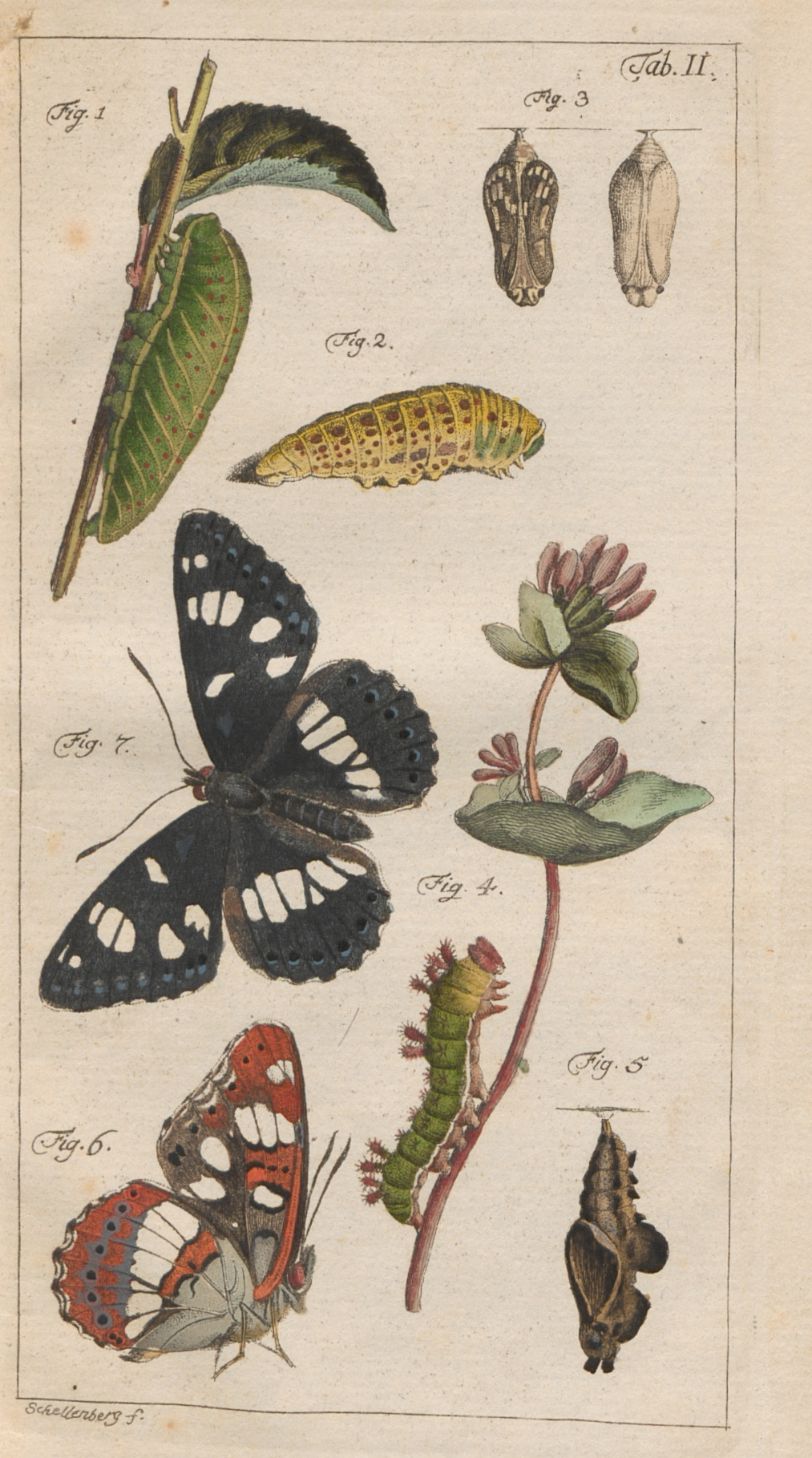
Johann Rudolf Schellenberg:
Tafel II aus dem 1. Band von Füsslis Magazin für die Liebhaber der Entomologie, 1778.
Fig. 1–2: Raupe des Segelfalters
Fig. 4–7: Blauschwarzer Eisvogel

- Verzeichnis der ihm bekannten Schweitzerischen Inseckten. Zürich und Winterthur 1775 (doi:10.3931/e-rara-10470).
- (Herausgeber:) Magazin für die Liebhaber der Entomologie. 2 Bände. Zürich und Winterthur 1778–1779 (doi:10.3931/e-rara-23962).
- (Herausgeber:) Neues Magazin für Liebhaber der Entomologie. 3 Bände. Zürich und Winterthur 1781–1787 (doi:10.3931/e-rara-87462).
- (Herausgeber:) Archiv der Insectengeschichte. 8 Hefte. Zürich und Winterthur 1781–1786 (doi:10.3931/e-rara-25567).